# Muskarinski receptor
Muskarinski receptorji so receptorji v holinergičnem sistemu, na katere se fiziološko veže acetilholin in se nahajajo ob postganglijskih parasimpatičnih končičih in v osrednjem živčevju.
Poimenovani so po tem, ker so občutljivejši za muskarin kot za nikotin. Druga vrsta acetilholinskih receptorjev so namreč nikotinski receptorji, receptorski ionski kanalčki, ki so prav tako pomembni v delovanju avtonomnega živčevja. Številne učinkovine in druge snovi (na primer pilokarpin in skopolamin) učinkujejo na ti dve skupini receptorjev kot selektivni agonisti ali antagonisti.

## Podtipi
Doslej so identificirali 5 podtipov muskarinskih receptorjev: M1,M2, M3, M4 in M5. Vsi so z beljakovino G sklopljeni receptorji. Receptorji M1, M4 in M5 se nahajajo v osrednjem živčevju in so vpleteni v kompleksne procese, kot so pomnjenje, vzburjenje, pozornost in analgezija. Receptorji M1 se nahajajo tudi v želodčnih parietalnih celicah in avtonomnih ganglijih. Receptorji M2 so prisotni v srcu; njihova aktivacija zavre hitrost prevajanja impulzov v preddvornoprekatnem in sinosnopreddvornem vozlu in s tem zniža srčni utrip. Receptorji M3 so v gladkem mišičju, njihova aktivacija pa povzroči odzive v različnih organih, na primer v sapnicah, sečniku, žlezah z zunanjim izločanjem itd.

## Učinki
Aktivacija muskarinskih receptorjev povzroči različne spremembe v celicah:
- aktivacijo fosfolipaze C in s tem tvorbo znotrajceličnih glasnikov IP3 in DAG
- zaviranje adenilat-ciklaze in s tem zmanjšanje koncentracije cAMP
- aktivacijo kalijevih kanalčkov ali zaviranje kalcijevih kanalčkov

## Agonisti in antagonisti
| Podtip | Agonisti                                                                   | Antagonisti |
| ------ | -------------------------------------------------------------------------- | --- |
| M1     | - acetilholin - oksotremorin - muskarin - karbahol - McNA343 - 77-LH-28-1  | - atropin - skopolamin - difenhidramin - dimenhidrinat - dicikloverin - torazin - tolterodin - oksibutinin - ipratropij - mambatoksin MT7 - pirenzepin - telenzepin - klorpromazin - haloperidol |
| M2     | - acetilholin - metaholie - karbahol - oksotremorin - muskarin             | - atropin - dicikloverin - torazin - difenhidramin - dimenhidrinat - tolterodin - oksbutinin - ipratropij - metoktramin - tripitramin - galamin - klorpromazin                                   |
| M3     | - acetilholin - betanehol - karbahol - oksotremorin - pilokarpin (v očesu) | - atropin - difenhidramin - dimenhidrinat - dicikloverin - tolterodin - oksibutinin - ipratropij - darifenacin - tiotropij                                                                       |
| M4     | - acetilholin - karbahol - oksotremorin                                    | - atropin - difenhidramin - dimenhidrinat - dicikloverin - tolterodin - oksibutinin - ipratropij - mambatoksin MT3                                                                               |
| M5     | - acetilholin - karbahol - oksotremorin                                    | - atropin - difenhidramin - dimenhidrinat - dicikloverin - tolterodin - oksibutinin - ipratropij                                                                                                 |